# Фомин, Евстигней Ипатьевич
Евстигне́й Ипа́тьевич (Ипа́тович) Фоми́н (5 (16) августа 1761, Санкт-Петербург ― 16 (28) апреля 1800, там же) ― русский композитор.

## Биография
Родился в семье канонира Тобольского пехотного полка, рано осиротел.
В возрасте шести лет его отчим И. Федотов, солдат лейб-гвардии Измайловского полка, отдал мальчика в Воспитательное училище при Императорской Академии художеств, затем он начал учиться в музыкальных классах Академии художеств, где осваивал игру на клавесине, теорию музыки и композицию. Среди его учителей был Герман Раупах, автор популярного в то время зингшпиля «Добрые солдаты».
По окончании академии в 1782 году был отправлен в Болонью для совершенствования своего музыкального мастерства под руководством падре Джованни Баттиста Мартини. Здоровье Мартини, однако, в то время было уже слабым, он не мог уделять преподаванию много времени, и Фомин занимался в основном с его учеником ― Станислао Маттеи. В 1785 под именем Эугенио Фомини Фомин был избран в члены Болонской филармонической академии.
В 1786 году возвратился в Петербург, где написал свою первую оперу «Новгородский богатырь Василий Боеславич» на либретто императрицы Екатерины II. Опера в пяти действиях, законченная композитором необычайно быстро ― в течение одного месяца ― в том же году была поставлена в Эрмитажном театре Петербурга. Детали последующей биографии Фомина до 1797 года малоизвестны. Ему не удалось занять видного места при императорском дворе, по некоторым источникам, в 1786―1788 годах он служил в канцелярии Г. Р. Державина, находившегося в те годы на должности тамбовского губернатора (согласно другим изданиям, документальных источников этому нет). В Тамбове в 1788 году анонимно было опубликовано либретто оперы Фомина «Ямщики на подставе». Копия рукописи либретто, обнаруженная в архиве Державина в 1933 году, принадлежит Н. А. Львову, шурину поэта.
В 1788 году написал одну из наиболее известных своих опер ― «Американцы» на либретто 19-летнего И. А. Крылова. Дирекция императорских театров не приняла её к постановке, и лишь в 1800 году опера увидела сцену. Другим знаменитым сочинением Фомина является мелодрама «Орфей и Эвридика» на текст драматурга Я. Б. Княжнина, написанная в 1791 году. В 1797 Фомин был принят на должность репетитора придворных театров, где помогал певцам разучивать оперные партии.
Скончался 28 апреля 1800 года в Петербурге. Место захоронения неизвестно; тема обстоятельств смерти и погребения Фомина раскрывается в романе Б. Т. Евсеева «Евстигней» (2010) — среди предположительных мест указываются Лазаревское или Смоленское кладбища.

## Творчество
Фомин ― один из первых профессиональных русских композиторов, чьё творчество оказало заметное влияние на дальнейшее развитие русской оперы. Наследие Фомина, однако, оставалось малоизвестным вплоть до середины XX века, когда некоторые из его опер были поставлены на сценах театров Москвы и Ленинграда. Многие рукописи композитора утеряны (в частности, оперы «Вечеринки, или Гадай, гадай, девица, отгадывай, красная» и «Клорида и Милон»).
До нашего времени дошли партитуры «Ямщиков на подставе», «Американцев», «Орфея и Эвридики», а также хора из музыки к пьесе Озерова «Ярополк и Олег» (1798). Оперы «Новгородский богатырь Василий Боеславич» и «Золотое яблоко» (последняя из известных работ композитора) сохранились в виде оркестровых партий. Авторству Фомина также приписывались другие оперы, написанные во второй половине XVIII века, среди которых «Мельник ― колдун, обманщик и сват» (в наше время её автором считается Михаил Соколовский).

### Оперы
- Новгородский богатырь Василий Боеславич (1786), опера-балет в пяти действиях. Премьера состоялась 27 ноября 1786 года в Эрмитажном театре, Санкт-Петербург. Либретто Екатерины II;
- Ямщики на подставе, или Игрище невзначай (1787), в одном действии. Премьера состоялась в 1787 году в Санкт-Петербурге или в 1788 году в Тамбове. Либретто Николая Львова;
- Вечеринка, или Гадай, гадай, девица (1788);
- Американцы (1788), в двух действиях. Премьера состоялась 19 февраля 1800 года в Большом театре, Санкт-Петербург. Либретто Ивана Крылова, редакция Александра Клушина;
- Колдун, ворожея и сваха (1791). Либретто Ивана Юкина;
- Клорида и Милан (ок. 1800). Либретто Василия Капниста;
- Золотое яблоко (ок. 1800), опера-балет. Премьера состоялась в 1804 году. Либретто Иванова;

#### Оперы, приписываемые Фомину
- Анюта (1772). Либретто Михаила Попова;
- Добрая девка (1777). Либретто Михаила Матинского;
- Выдуманный клад. Либретто Лукницкого;
- Любовь опровергает союз дружества. Либретто Ивана Михайлова;
- Тщетная ревность. Либретто Василия Колычёва;
- Перерождение (1777, оригинальная музыка Зорина). Либретто Михаила Матинского;
- Мельник - колдун, обманщик и сват (1779, оригинальная музыка Соколовского). Премьера состоялась в том же году в театре Медокса, Москва. Либретто Александра Аблесимова;
- Счастие по жребью. Либретто Александра Аблесимова;
- Трое ленивых. Либретто Якова Княжинина.
- Честный преступник. Либретто Ивана Дмитриевского.
- Бешеная семья. (1786, музыка О. Тевеса) Либретто Ивана Крылова;
- Точильщик. Либретто Николаева;
- Опекун-учитель, или Любовь сильнее красноречия (1784). Либретто Николаева;
- Невеста под фатою;
- Игрок счастливый;
- Любовное волшебство. Либретто Ивана Долгорукова;
- Бочар, в одном действии. Либретто Фёдора Генша;
- Владисан. Либретто неизвестного автора;
- Странная предприимчивость, в одном действии. Либретто Сергея Глинки.

### Другие сочинения
- Мелодрама «Орфей» (1792). Премьера состоялась 5 февраля 1795 года в Москве. Текст Я. Б. Княжнина.
- Хор к трагедии В.А. Озерова «Ярополк и Олег» (1798).